# Francisco Sosa
Francisco Sosa, né le 4 octobre 1917, est un joueur de football paraguayen.

## Biographie

### Club
Il évolue durant une majeure partie de sa carrière dans le club paraguayen du Cerro Porteño.
Il finit meilleur buteur du championnat du Paraguay en 1937 avec 21 buts et en 1942 avec 23 buts.

### Sélection
Avec l'équipe du Paraguay, il participe à la coupe du monde 1950 au Brésil.